# Severed Ties
Severed Ties ist das Debütalbum der aus Brisbane/Australien stammenden Post-Hardcore-Band The Amity Affliction, erschienen am 4. Oktober 2008.

## Entstehung
Für die Produktion des Albums lud die Band mehrere namhafte Gastmusiker ein, darunter JJ Peters (I Killed the Prom Queen, Deez Nuts), Michael Crafter (I Killed the Prom Queen), Matthew Wright (The Getaway Plan), Helmet Roberts (The Daylight Curse) und Lochlan Watt (The Surrogate).
Aufgenommen wurde das Album von Darren Thompson in den Third Avenue und den Broadcast Studios in Adelaide. Produzent des Albums ist die Band selbst. Das Album wird weltweit über Shock Records, in Australien und Neuseeland über Boomtown Records, dem größten Metallabel des Landes vertrieben.

## Veröffentlichung und Erfolg
Das Album debütierte am 19. Oktober desselben Jahres auf dem 36. Platz der nationalen Album-Charts und hielt sich dort eine Woche auf. In Australien erregte das Album nicht nur positive Reaktionen. Die australische Filmgesellschaft strebte eine Klage gegen das Label an, in der gefordert wurde, die Produktion des Albums zu beenden und die bereits gepressten Alben vom Markt zu nehmen, da manche Songs Samples der Filme Hot Rod – Mit Vollgas durch die Hölle, Happy Gilmore und True Romance beinhalten und somit das Urheberrecht verletzt haben sollen. Die Band nahm die bereits gepressten Alben schließlich vom Markt.

## Titelliste
- 1. I Heart Roberts (Featuring Helmet Roberts)
- 2. B.D.K.I.A.F.
- 3. Snitches Get Stitches (Featuring Lochlan Watt)
- 4. Do You Party?
- 5. Poison Pen Letters
- 6. Fruity Lexia
- 7. So You Melted (Featuring Matthew Wright)
- 8. Jesse Intense (Featuring Michael Crafter)
- 9. The Blair Snitch Project
- 10. Love Is a Battlefield
- 11. Stairway to Hell (Featuring JJ Peters)